# Taraxacum crassum
Taraxacum crassum — вид квіткових рослин з родини айстрових (Asteraceae). Вид зростає в Європі: Данія, Швеція, Німеччина, Польща, Чехія, Болгарія; це багаторічна рослина помірних біомів.